# 李勝
李勝（？—249年），字公昭，荊州南陽人。父親李休曾是張魯部下，張魯投降曹操後先後在東漢和曹魏任職。李勝亦是曹魏官員，是大將軍曹爽的黨羽。

## 生平
李勝年輕時在洛陽遊歷，有才智，並曹爽親善。後來魏明帝曹叡要禁絕浮華之風，李勝被人檢舉而被捕。但因為李勝結交了很多人，成為浮華友，牽連人數過多而被饒恕，但都被囚禁了數年。
景初三年（239年），曹叡逝世，皇太子曹芳繼位，大將軍曹爽成為輔政大臣，任命李勝為洛陽縣令。征西將軍夏侯玄與李勝是老朋友。正始五年（244年）徵命李勝為征西長史。李勝和鄧颺此時為了讓曹爽樹立威信，建議曹爽上表攻伐蜀漢，司馬懿反對但未能阻止，同年曹到長安領兵經駱谷攻蜀，但蜀軍搶先進據駱谷的山嶺阻止曹爽前進，而曹爽的軍需輸送亦出了問題，最終被逼撤軍，使得曹爽反而威望大減。但撤軍時受到蜀漢大將軍費褘的追擊，傷亡慘重，曹亦僅僅得以逃脫出谷，關中兵力因此戰而大受損耗使得曹爽反而威望大減。李勝後來歷任滎陽太守和河南尹。
正始三年（243年），李勝任滎陽太守期間，“政有遺惠”。
正始九年（248年），李勝出任荊州刺史，臨行前向稱病不朝的太傅司馬懿辭行。司馬懿故意顯得衰老胡塗，好像拿衣服也拿不住、飲粥時粥水沾濕胸前的衣服以及兩次將李勝將上任的荊州說成并州，說話時更故意顯得病的沒有氣力的樣子。李勝於是向曹爽報告司馬懿已經快死了，形神已離，只是苟延殘喘，不足為懼；後更垂淚向曹爽說司馬懿已病入膏肓，令人悲傷。曹爽因而再沒對司馬懿有任何防備。
次年正月，司馬懿就發動高平陵政變，封閉洛陽城和接管曹爽和曹羲的軍營，罷免曹爽兄弟。曹爽最終投降，不久被控以謀反之罪。尚未到荊州上任的李勝亦被捕，與其他黨羽都被控以與曹爽共同圖謀的罪，後與曹爽等人被誅殺，夷三族。

## 逸事
李勝在被曹爽徵命的約十年之間，前後任多個郡縣長官，其實都相當稱職。任河南尹一年多後，廳前的小屋（屠蘇）損壞，李勝命人修理。及後一件材料跌下來，當場擊斷了經過的官吏石虎的頭。李勝幾日後就調任荊州刺史。